# Ведьмина гора
«Ве́дьмина гора́» (англ. Race to Witch Mountain) — фантастический фильм режиссёра Энди Фикмена, вышедший в марте 2009 года, является ремейком ленты 1995 года «Побег на Ведьмину гору», в свою очередь являющегося ремейком одноимённого фильма 1975 года.

## Сюжет
В жизни Джека Бруно, таксиста-неудачника из Лас-Вегаса, всё перевернулось с ног на голову в тот момент, когда к нему в такси, спасаясь от погони, запрыгнули Сэт и Сара. Вскоре он поймёт, что его пассажиры — дети-инопланетяне с необычными паранормальными способностями, которых ему предстоит защитить от безжалостных преследователей, среди которых спецслужбы США и аннигилятор (робот-убийца) Сайфон с родной планеты Сэта и Сары, находящейся в 2000 световых лет от Земли.

## В ролях
- Дуэйн Джонсон — Джек Бруно
- Анна-София Робб — Сара
- Александр Людвиг — Сет
- Карла Гуджино — доктор Алекс Фридман
- Киаран Хайндс — ведущий правительственный эксперт по НЛО Генри Бёрк
- Том Эверетт Скотт— медицинский эксперт Мэйтисон
- Кристофер Маркетт — компьютерный специалист Поуп
- Билли Браун — специалист по военной технике Карсон
- Чич Марин
- Гарри Маршалл — доктор Дональд Харлан
- Ким Ричардс
- Айк Айзенманн

## Критика
На агрегаторе Rotten Tomatoes фильм имеет 42% рейтинга. Критический отзыв гласит: «Несмотря на все усилия талантливого актёрского состава, «Ведьмина гора» — это вялая перезагрузка, которой не хватает магии оригинала». На сайте Metacritic фильм имеет 52 балла из 100, что соответствует статусу «смешанные или средние отзывы».